# 증통국사
증통국사(證通國師)는 고려(高麗)의 태자(太子)이자 승려(僧侶)이다. 태조(高麗)와 신명순성왕후(神明順成王后)의 아들이다. 성은 왕(王), 이름은 전해지지 않는다. 본관은 개성이다. 일명: 증통국사(證通國師)이다.

## 가족 관계
- 조부 : 세조(世祖, ? ~897)
- 조모 : 위숙왕후(威肅王后)
  - 부왕 : 태조(太祖, 877~943 재위:918~943)
  - 모후 : 신명순성왕후(神明順成王后)

## 같이 보기
- 왕석기
- 의천